# De medicamentis
De medicamentis („Über Heilmittel“) ist die umfangreiche Sammlung antiker und spätantiker Rezepte und anderer Heilmethoden, die Marcellus Empiricus zu Beginn des 5. Jahrhunderts n. Chr. in lateinischer Sprache anlegte.

## Bedeutung und Gliederung
Das Werk bietet einen unvergleichlichen Einblick in den medizinischen Wissensbestand der Spätantike. Bei dem großen Umfang des Textes und den Möglichkeiten, die seine hohe Stellung dem Autor bot, kann man von einem repräsentativen Querschnitt sprechen. Sehr alte Manuskripte, wie das damals 400 Jahre alte Scribonius Largus sind noch präsent und geachtet, wenn auch der Name des Autors falsch wiedergegeben wird. Andererseits sind mit dem Christentum, magischen Praktiken und gallischen Vorstellungen gänzlich neue Inhalte eingeflossen. Vieles ist anscheinend auch verloren gegangen, möglicherweise wegen der Abkehr von der griechischen Sprache. Der griechisch überlieferte Galen wird z. B. kaum erwähnt. Die großen Bibliotheken, in denen dessen Schriften vorlagen, befanden sich im römischen Ostreich und waren auch Marcellus Empiricus nicht zugänglich.
Das Buch enthält eine große Menge von Rezepten und Heilmitteln gegliedert nach den zu behandelnden Krankheiten in der Anordnung 'von Kopf bis Fuß'. Dem Rezepteteil ist ein umfangreicher einführender Teil mit verschiedenen Inhalten vorangestellt.